# CLIST
CLIST (Command List) (произносится как "Си лист") это процедурный интерпретируемый язык программирования для систем MVS/TSO.
Программы на CLIST имеют форму простых списков команд, которые должны быть выполнены в строгом порядке (подобно файлам DOS batch file (*.bat)).  Однако, CLIST также поддерживает If-Then-Else логику, а также циклы.
Программы на CLIST могут писать/читать файлы MVS и писать/читать информацию с и на терминалы TSO. Поддерживается передача параметров в функции и использование глобальных переменных. Программы на CLIST также могут вызывать программы для MVS (написанные, например, на COBOL или  PL/I).  Программы а CLISTs могут выполняться на фоне (посредством использования JCL).

## Привет, Мир!
```
 PROC 0
 WRITE HELLO WORLD!

```

## Пример If-Then-Else логики
```
   /********************************************************************/
   /*  MULTI-LINGUAL "HELLO WORLD" PROGRAM.                            */
   /*                                                                  */
   /*  THIS CLIST CAN BE INVOKED FROM THE ISPF COMMAND LINE AS SHOWN   */
   /*  IN THE FOLLOWING EXAMPLE:                                       */
   /*                                                                  */
   /*     COMMAND ===> TSO TEST SPANISH                                */
   /*                                                                  */
   /********************************************************************/
   PROC 1 LANGUAGE
     IF &lang=es THEN +
        WRITE HOLA, MUNDO
     ELSE IF &lang=fr THEN +
        WRITE BONJOUR, MONDE
     ELSE +
        WRITE HELLO, WORLD
   EXIT

```